# Groupe D de la Coupe d'Asie des nations de football 2015
Le groupe D de la Coupe d'Asie des nations de football 2015, qui se dispute en Australie du 9 janvier au 31 janvier 2015, comprend quatre équipes dont les deux premières se qualifient pour les quarts de finale de la compétition. 
Le tirage au sort est effectué le 26 mars 2014 à l'Opéra de Sydney ; il comporte le Japon 48e au classement FIFA, la Jordanie (66e FIFA) , d'Irak (103e FIFA) et de Palestine (167e FIFA).
Le premier de ce groupe affronte le second du Groupe C et le deuxième de ce groupe affronte le premier du Groupe C.

## Équipes
| Position tirée | Équipe    | Qualification                         | Date            | Nombre de participation | Dernière apparition | Meilleure performance              | Classement FIFA | Classement FIFA |
| Position tirée | Équipe    | Qualification                         | Date            | Nombre de participation | Dernière apparition | Meilleure performance              | Mars 2014       | Janvier 2015    |
| -------------- | --------- | ------------------------------------- | --------------- | ----------------------- | ------------------- | ---------------------------------- | --------------- | --------------- |
| D1             | Japon     | Tenant du titre                       | 21 janvier 2011 | 8e                      | 2011                | Vainqueur (1992, 2000, 2004, 2011) | 48              | 54              |
| D2             | Jordanie  | second de Groupe                      | 4 février 2014  | 3e                      | 2011                | Quart de finale (2004,2011)        | 66              | 93              |
| D3             | Irak      | second de Groupe                      | 5 mars 2014     | 8e                      | 2011                | Vainqueur (2007)                   | 103             | 114             |
| D4             | Palestine | Vainqueur de l'AFC Challenge Cup 2014 | 30 mai 2014     | 1re                     | -                   | -                                  | 167             | 115             |

Notes
1. ↑  Le classement de mars 2014 est utilisé pour la composition des chapeaux pour le tirage au sort.

## Classement
|   | Équipe    | Pts | J | G | N | P | Bp | Bc | Diff |
| - | --------- | --- | - | - | - | - | -- | -- | ---- |
| 1 | Japon     | 9   | 3 | 3 | 0 | 0 | 7  | 0  | +7   |
| 2 | Irak      | 6   | 3 | 2 | 0 | 1 | 3  | 1  | +2   |
| 3 | Jordanie  | 3   | 3 | 1 | 0 | 2 | 5  | 4  | +1   |
| 4 | Palestine | 0   | 3 | 0 | 0 | 3 | 1  | 10 | -9   |

## Matchs

### Japon -Palestine
| J 1                            | Japon                                                  | 4 - 0   | Palestine | Newcastle Stadium, Newcastle                       |                                                    |
| 12 janvier 2015 18:00 (UTC+11) | Endō 8e · Okazaki 25e · Honda 43e (pen.) · Yoshida 49e | (3 - 0) | 73e Harbi | Spectateurs : 22 412 Arbitrage : Abdulrahman Abdou | Spectateurs : 22 412 Arbitrage : Abdulrahman Abdou |
| 12 janvier 2015 18:00 (UTC+11) | Rapport                                                |         |           | Spectateurs : 22 412 Arbitrage : Abdulrahman Abdou | Spectateurs : 22 412 Arbitrage : Abdulrahman Abdou |

### Jordanie - Irak
| J 1                            | Jordanie   | 0 - 1   | Irak      | Brisbane Stadium, Brisbane                       |                                                  |
| 12 janvier 2015 19:00 (UTC+10) | Yaseen 84e | (0 - 0) | 77e Kasim | Spectateurs : 6 840 Arbitrage : Fahad al-Mirdasi | Spectateurs : 6 840 Arbitrage : Fahad al-Mirdasi |
| 12 janvier 2015 19:00 (UTC+10) | Rapport    |         |           | Spectateurs : 6 840 Arbitrage : Fahad al-Mirdasi | Spectateurs : 6 840 Arbitrage : Fahad al-Mirdasi |

### Palestine - Jordanie
| J 2                            | Palestine     | 1 - 5   | Jordanie                                        | Melbourne Rectangular Stadium, Melbourne        |                                                 |
| 16 janvier 2015 18:00 (UTC+11) | Ihbeisheh 84e | (0 - 3) | 32e Al-Rawashdeh · 34e 45+2e 75e 79e Al-Dardour | Spectateurs : 10 808 Arbitrage : Kim Jong-hyeok | Spectateurs : 10 808 Arbitrage : Kim Jong-hyeok |
| 16 janvier 2015 18:00 (UTC+11) | Rapport       |         |                                                 | Spectateurs : 10 808 Arbitrage : Kim Jong-hyeok | Spectateurs : 10 808 Arbitrage : Kim Jong-hyeok |

### Irak - Japon
| J 2                            | Irak    | 0 - 1   | Japon            | Brisbane Stadium, Brisbane                       |                                                  |
| 16 janvier 2015 20:00 (UTC+11) |         | (0 - 1) | 23e (pen.) Honda | Spectateurs : 22 941 Arbitrage : Alireza Faghani | Spectateurs : 22 941 Arbitrage : Alireza Faghani |
| 16 janvier 2015 20:00 (UTC+11) | Rapport |         |                  | Spectateurs : 22 941 Arbitrage : Alireza Faghani | Spectateurs : 22 941 Arbitrage : Alireza Faghani |

### Japon - Jordanie
| J 3                            | Japon                  | 2 - 0   | Jordanie | Melbourne Rectangular Stadium, Melbourne |  |
| 20 janvier 2015 20:00 (UTC+11) | 24e Honda · 82e Kagawa | (1 - 0) |          |                                          |  |

### Irak - Palestine
| J 3                            | Irak                    | 2 - 0   | Palestine | Canberra Stadium, Canberra |  |
| 20 janvier 2015 20:00 (UTC+11) | 48e Mahmoud · 89e Yasin | (0 - 0) |           |                            |  |